# 1,7-Dichlorheptan
1,7-Dichlorheptan ist eine chemische Verbindung aus der Gruppe der aliphatischen, gesättigten Halogenkohlenwasserstoffe.

## Gewinnung und Darstellung
1,7-Dichlorheptan kann aus Heptamethylendiamin gewonnen werden. Die Verbindung kann auch durch Reaktion von 1,7-Heptandiol mit Thionylchlorid dargestellt werden.

## Eigenschaften
1,7-Dichlorheptan ist eine farblose Flüssigkeit.